# Vlatko Marković
Vladimir "Vlatko" Marković (Bugojno, 1 de janeiro de 1937 - 23 de setembro de 2013) foi um futebolista iugoslavo que atuava como defensor.

## Carreira
Vlatko Marković fez parte do elenco da Seleção Iugoslava na Copa do Mundo de 1962.